# Aziz Asimov
Aziz Asimov (14 oktober 1981) is een Oezbeeks voetbalscheidsrechter. Hij was in dienst van de FIFA en de AFC tussen 2013 en 2020.
Zijn eerste interland floot Asimov op 12 maart 2015, toen India met 2–0 won van Nepal. Tijdens dit duel gaf hij vier gele kaarten. Een half jaar later leidde hij zijn tweede internationale wedstrijd, toen Koeweit met 9–0 won van Myanmar.

## Interlands
| Datum            | Plaats                  | Wedstrijd                                    | Uitslag | Competitie           | Kreeg geel | Kreeg voor de tweede keer geel en dus rood | Weggestuurd |
| ---------------- | ----------------------- | -------------------------------------------- | ------- | -------------------- | ---------- | ------------------------------------------ | ----------- |
| 12 maart 2015    | Guwahati, India         | India – Nepal                                | 2 – 0   | WK 2018 kwalificatie | 4          | 0                                          | 0           |
| 3 september 2015 | Doha, Qatar             | Koeweit – Myanmar                            | 9 – 0   | WK 2018 kwalificatie | 5          | 0                                          | 1           |
| 13 oktober 2015  | Thimphu, Bhutan         | Bhutan – Hongkong                            | 0 – 1   | WK 2018 kwalificatie | 2          | 0                                          | 0           |
| 29 maart 2016    | Doesjanbe, Tadzjikistan | Tadzjikistan – Kirgizië                      | 0 – 1   | WK 2018 kwalificatie | 3          | 0                                          | 0           |
| 3 juni 2016      | Bangkok, Thailand       | Verenigde Arabische Emiraten – Jordanië      | 1 – 3   | Vriendschappelijk    | 0          | 0                                          | 0           |
| 28 maart 2017    | Malé, Malediven         | Malediven – Palestina                        | 0 – 3   | AK 2019 kwalificatie | 1          | 0                                          | 0           |
| 5 september 2017 | Pyongyang, Noord-Korea  | Noord-Korea – Libanon                        | 2 – 2   | AK 2019 kwalificatie | 1          | 0                                          | 1           |
| 25 december 2017 | Koeweit, Koeweit        | Verenigde Arabische Emiraten – Saoedi-Arabië | 0 – 0   | Vriendschappelijk    | 3          | 0                                          | 0           |
| 29 december 2017 | Koeweit, Koeweit        | Qatar – Bahrein                              | 1 – 1   | Vriendschappelijk    | 6          | 1                                          | 0           |
| 2 januari 2018   | Koeweit, Koeweit        | Irak – Verenigde Arabische Emiraten          | 2 – 4   | Vriendschappelijk    | 4          | 0                                          | 0           |
| 27 maart 2018    | Doha, Qatar             | Jemen – Nepal                                | 2 – 1   | AK 2019 kwalificatie | 3          | 0                                          | 0           |
| 13 november 2018 | Jakarta, Indonesië      | India – Oost-Timor                           | 3 – 1   | Vriendschappelijk    | 4          | 0                                          | 0           |
| 5 september 2019 | Doha, Qatar             | Qatar – Afghanistan                          | 6 – 0   | WK 2022 kwalificatie | 1          | 0                                          | 0           |
| 15 oktober 2019  | Bacolod, Filipijnen     | Filipijnen – China                           | 0 – 0   | WK 2022 kwalificatie | 5          | 0                                          | 0           |